# Дитрих I фон Билщайн
Дитрих I фон Билщайн (на немски: Dietrich I von Bilstein; Dietrich II von Gevore; на латински: Theodericus de Bilstene; * ок. 1202; † пр. 1245 или сл. 1255) е господар на Билщайн, строител на замък Билщайн (днес в Ленещат). Той се казва първо Дитрих II фон Геворе.

## Произход и управление
Той е син на Хайнрих II фон Геворе (* ок. 1140; † сл. 1220) и съпругата му Ирмгард фон Арнсберг († сл. 1225), (вероятно незаконна) дъщеря на граф Хайнрих I фон Арнсберг-Ритберг († сл. 1203). Внук е на Хайнрих I фон Геворе († сл. 1173) и правнук на Херман фон Бозенхаген († сл. 1134). Брат е на Хайнрих фон Геворе († ок. 1261), приор в Св. Северин в Кьолн (1217 – 1261), свещеник в Коршенбройх (1223 – 1260), домхер във Вормс (1241), на Готфрид фон Геворе († сл. 1239), домхер в Кьолн (1225), приор в Св. Патрокли в Соест (1230), и на сестра († сл. 1225), монахиня в Румбек.
Дитрих поема управлението след смъртта на баща му. Той живее първо в замък Пепербург близо до Гревенбрюк (днес част в Ленещат) и построява между 1202 и 1225 г. замък Билщайн на Розенберг в Зауерланд. Той се преименува през 1225 г. на фон Билщайн.

## Фамилия
Дитрих I фон Билщайн се жени за Мехтилд фон Арберг-Ритберг († 13 октомври 1292), дъщеря на Хайнрих III фон Арберг, бургграф на Кьолн († 12 октомври 1255) и Мехтилд († сл. 1234). Те имат децата:
- Йохан I фон Билщайн († 8 април 1310), господар на Билщайн, маршал на Вестфалия, женен за Юта фон Рененберг († сл. 1297)
- Дитрих фон Билщайн († 10 октомври 1307), домхер в Кьолн (1270), приор на Св. Патрокли в Соест (1271 – 1307), катедрален приор в Падерборн (1287 – 1293), катедрален дякон в Кьолн (1298 – 1306)
- Готфрид фон Билщайн († сл. 1295), абат на Графшафт (1272 – 1295)
- дъщеря († пр. 1285), омъжена за граф Ото III фон Еверщайн, господар на Поле († 1312/1314)
- Хайнрих III, господар на Билщайн († сл. 1259)
- Херман фон Билщайн († сл. 1296)